# Vindula varna
Vindula varna är en fjärilsart som beskrevs av Hans Fruhstorfer 1912. Vindula varna ingår i släktet Vindula och familjen praktfjärilar. Inga underarter finns listade i Catalogue of Life.